# مندویل (لوئیزیانا)
مندویل (به انگلیسی: Mandeville) شهری در ایالت لوئیزیانا کشور ایالات متحده آمریکا است که جمعیت آن در سرشماری سال ۲۰۱۰ میلادی، ۱۱٬۵۶۰ نفر بوده‌است.